# 吉紹爾甘傑沙達爾烏帕齊拉
吉紹爾甘傑沙達爾乌帕齐拉是孟加拉国吉紹爾甘傑縣的一个乌帕齐拉，位於達卡专区的吉紹爾甘傑縣。。

## 人口
據1991年孟加拉國人口普查，吉紹爾甘傑沙達爾共有戶數55,828戶，人口300337人。其中男性佔比51.52%，女性佔比48.48%；成年人口149,926人。該地7歲以上人口之平均識字率為28.3%，低於全國平均值（32.4%）。